# John Clute

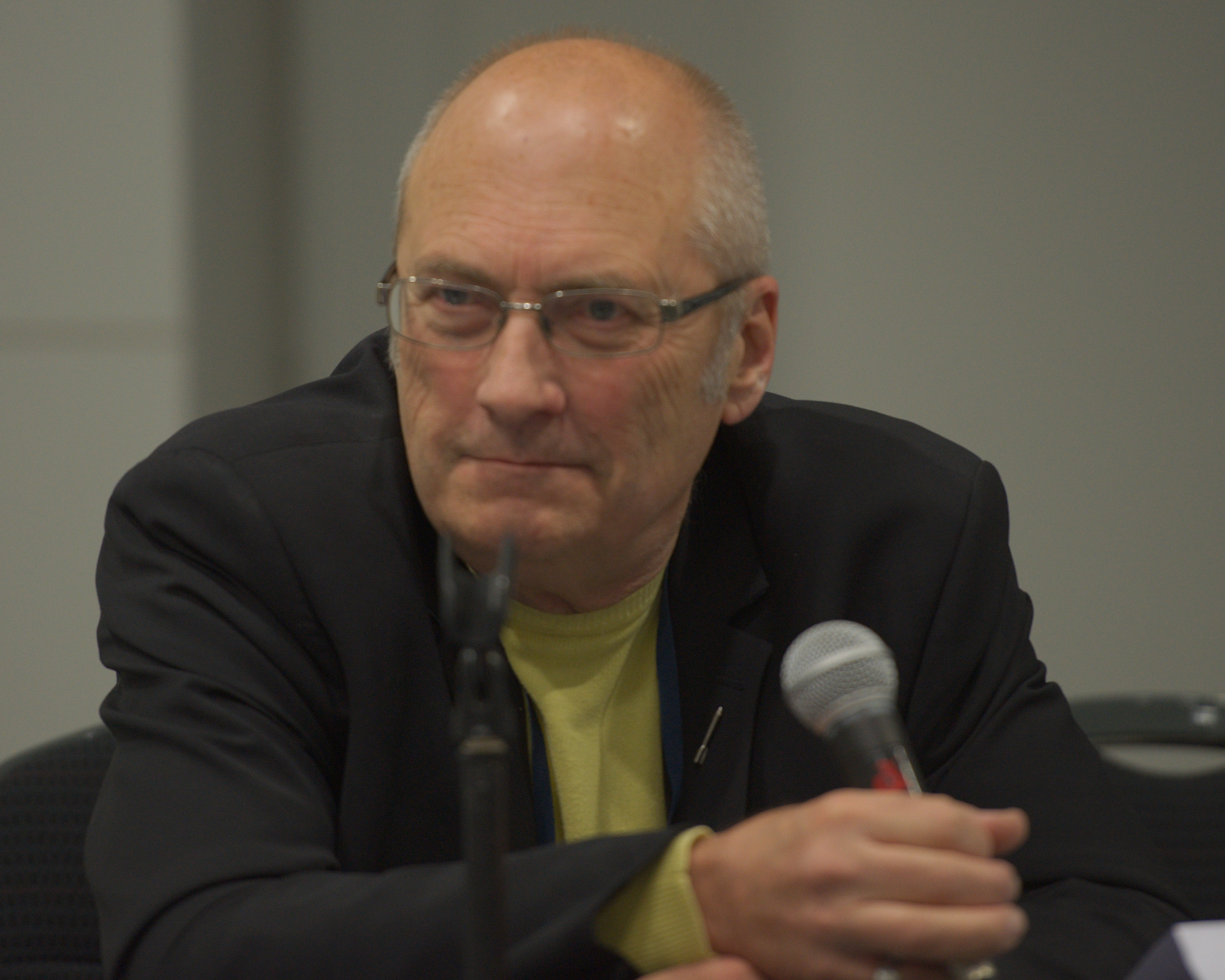
Clute durante una entrevista la Worldcon de 2014.

John Frederick Clute (nacido en 1940) es un autor y crítico canadiense que ha vivido en Inglaterra desde 1969. Ha sido descrito como «una parte integral de la historia de la ciencia ficción».
Sus artículos sobre ficción especulativa han aparecido en diversas publicaciones desde 1970. Es coeditor de la Enciclopedia de la ciencia ficción (con Peter Nicholls) y de la Enciclopedia de la fantasía (con John Grant), así como la Enciclopedia ilustrada de la ciencia ficción, ganando en cuatro ocasiones el Premio Hugo a la mejor obra de no-ficción. Clute es también autor de las colecciones de ensayo crítico Strokes, Look at the evidence, y Scores. Su novela de 1999 Appleseed, una ópera espacial, se caracteriza por su «combinación de la fecundidad ideacional y el lenguaje combustible». y fue seleccionado como Libro Notable por el New York Times en 2002.  En 2006, publicó la colección de ensayos The Darkening Garden: A Short Lexicon of Horror.

## Obra

### Crítica
- Strokes [1966-1986] (Serconia Press, 1988), ISBN 0-934933-03-0
- Look at the Evidence [1987-1993] (Liverpool University Press, 1995), ISBN 0-85323-820-0
- Scores [1993-2003] (Beccon Publications, 2003), ISBN 1-870824-47-4
- The Darkening Garden (Payseur & Schmidt, 2006), ISBN 0-9789114-0-7
- Canary Fever (Beccon Publications, 2009), ISBN (13) 9781-870824-56-9

### Ficción
- The Disinheriting Party (Allison and Busby, 1977), ISBN 0-85031-134-9
- Appleseed (Orbit, 1999), ISBN 1-85723-758-7